# 아트 스피겔먼
아트 스피겔먼(영어: Art Spiegelman, 영어 발음: /ɑɹt ˈspiːɡəlmən/)이라는 필명으로 유명한 이츠학 에브러햄 벤 제브 스피겔먼(영어: Itzhak Avraham ben Zeev Spiegelman, 1948년 2월 15일~)은 미국의 만화가, 편집자이다. 자신의 아버지 윌리엄 스피겔먼(영어: William Spiegelman)의 젊은 시절 경험담을 그린 퓰리처상 수상작 쥐로 잘 알려져 있다.